# Векторске заразне болести
Векторске заразне болести, трансмисивне заразне болести (ВЗБ) су болести чији узрочник (бактерија, вирус, рикеција, паразит) извесно време, пре него што доспе у свог домаћина, проведе у вектору (комарац, крпељ и различите друге врсте инсеката). Тако након тзв. спољашњег периода инкубације, који представља време неопходно да вектор постане заразан, са њега се преноси узрочника заразних болести на осетљивог домаћина (човека, сисара, птице и друге животиње) убодом/угризом.
Инфицирани вектори најчешће доживотно преносе узрочника, којим су заражени. Како су вектори организми који немају механизме за одржавање терморегулације (телесне топлоте), они су директно зависни од спољашње температуре средине, у којој су настањене. Како је оптимална температура и влажност ваздуха основни предуслов за развој јаја и ларви инсеката у одрасле јединке, оне се у условима високе температуре и велике влажности размножавају геометријском прогресијом, у великом броју.
Векторске заразне болести имају сезонски карактер, због начина преношења који зависи од активности вектора, па су тако у земљама са умерено континенталном климом као што је Србија, вектори најактивнији углавном од пролећа до јесени. Боравак у природи, људи и домаћих животиња у том периоду године носи са собом и одређене ризике, између осталог и ризик излагања векторским заразним болестима.
Многе вектором преносиве заразне болести имају ендемски карактер, што значи да су одомаћене на одређеном подручју на којем постоје повољни услови за одржавање узрочника болести због присуства одговарајућих резервоара заразе (најчешће различите врсте ситних дивљих животиња) и вектора.

## Епидемиологија
Вектори и болести које могу да преносе.
| Вектори                                                                                  | Болести                                                                      |
| ---------------------------------------------------------------------------------------- | ---------------------------------------------------------------------------- |
| Египатски комарац (Aedes aegypti)                                                        | - Денга - Жута грозница - Чикунгуња грозница                                 |
| Азијски тиграсти комарац (Aedes albopictus)                                              | - Чикунгуња грозница - Денга - Грозница Западног Нила                        |
| Кућни комарац (Culex quinquefasciatus)                                                   | - Лимфатична филаријаза                                                      |
| Комарац из рода Анофелес (Anopheles) (више од 60 познатих врста може да преноси болести) | - Маларија, - Лимфатична филаријаза (у Африци)                               |
| Хемагогас комарац (Haemagogus)                                                           | - Жута грозница                                                              |
| Невидиа (Паптачи) (Sandflies)                                                            | - Лишманијаза                                                                |
| Стенице (Triatomine bugs)                                                                | - Шагасова болест (трипанозомијаза)                                          |
| Крпељи                                                                                   | - Кримска-Конго хеморагијска грозница - Енцефалитис - Тифус - Лајмска болест |
| Буве                                                                                     | - Куга - Тифус                                                               |
| Муве (разне врсте)                                                                       | - Хумана афричка трипанозомијаза - Хелминтијаза (onchocerciasis)             |

### Епидемиолошке карактеристике
Векторске или трансмисивне заразне болести су група болести које преносе вектори заразних болести или хематофагни инсекти. Одређену заразну болест најчешће преноси специфичан вектор. Исти вектор може преносити више заразних болести, али и једну болест може преносити више вектора.
Ове болести могу бити зоонозе и антропозоонозе.
Вектором преносиве болести су тешко предвидиве и отежано се могу спречи или контролисати. Глобалне климатске промене и интензивирање међународног саобраћаја, трговине и туризма знатно је утицало на промене у дистрибуцији и карактеристике, као и на појаву нових образаца ширења векторских болести.
Само против неколицине постоје вакцине. Комарце крпеље изузетно је тешко контролисати јер често развијају отпорност на инсектициде. Додатна сложеност векторски преносивих патогена је да су зоонозе, што значи да могу да живе у животињама, као и код људи.

### Узрочници векторски преносивих болести
- Вируси,[7]
- Рикеције,[8]
- Борелије,
- Бактерије
- Протозое

### Вектор заразних болести
Вектор је артропода (зглавкар) преко кога узрочника заразне болести доспева од резервоара заразе (човека или животиња) до осетљивог организма у ланцу исхране. Вектори који имају значај у епидемиологији заразних болести припадају класи инсеката (ваши, комарци, буве и муве) и класи паука
(крпељи и гриње).
Векторске заразне болести имају сезонски карактер који зависи од:
- биолошког циклуса вектора (ритам исхране, хибернација и др),
- активности човека (сезона пољских радова, камповање итд),
- еколошких услова (кишне или сушне године, топлија или хладнија лета и др)

У Србији векторске заразне болести се појављују од пролећа до јесени.
Искључиво векторима преносе се: пегави тифус, повратни тифус, маларија, жута грозница, денге и папатаћа грозница.
Векторима и другим начином преносе се: Q грозница, туларемија, куга, хеморагичне грознице, крпељни менингоенцефалитис и куга.
Улога вектора у преношењу заразе
Вектори могу имати механичку и биолошку улогу у преношењу заразних болести.
- Механичка улога је способност да вектор преноси узрочника заразне болести на својим спољним површинама тела (ножице, крилца, рилица) са једног места на друго. У оваквом вектору се узрочник не размножава нити пролази кроз неки стадијум развоја. Инфекција се остварује након контаминације површине коже избаченим екскретом вектора који потом нови домаћин трљањем или чешања преко микроповреда унесе у свој организам (ваши, буве).
- Биолошку улогу у преношењу инфекције имају само вектори који после убода сишу крв и тако уносе у себе микроорганизме (нпр маларије, жуте грознице, денге, папатаћа грозница, филаријазе). Преношење узрочника заразне болести са биолошког вектора на осетљиву особу се остварује инокулацијом која подразумева убацивање садржаја пљувачних жлезда вектора убодом у кожу новог домаћина (комарац, крпељ).

### Епидемиолошка дистрибуција
- нема податак
- <10
- 0–100
- 100–500
- 500–1000
- 1000–1500
- 1500–2000
- 2000–2500
- 2500–2750
- 2750–3000
- 3000–3250
- 3250–3500
- ≥3500

Ове болести се обично налазе у тропским и суб-тропским областима и чине 17% свих заразних болести у свету. Према проценама Европског центра за превенцију и надзор над заразним болестима векторске болести чине 29% свих заразних болести у Европи, током последњих 10 година.
Подаци говоре да векторске заразне болести у последњих двадесетак година значајно доприносе обољевању и смртности људи широм света. Више од милијарда људи широм света, изложено је ризику од вируса и бактерија које преносе комарци, крпељи, буве и други вектори. Неке су се поново појавиле на подручјима где нису биле регистроване дужи низ година, а неке су се прошириле на нове делове света.
Узроци ширења вектора у свету и већа изложеност популације осетљиве на векторске болести (туристи, путници-пословни људи) леже у климатским променама, изузетном порасту међународних путовања и трговине, променама у пољопривредној пракси и брзој непланској урбанизацији.
Сматра се да је више од половине светског становништва у опасности од маларије, денге, лајшманијазе, лајмске болести, шистозомијазе и жуте грознице. Извештаји из Грчке кажу да се маларија тамо вратила после 40 година. Вирусом Западног Нила, који је био непознат у САД пре 1999., заражено је 5.674 Американаца само у 2012.
Морбидитет
- Висина морбидитета од векторских заразних болести условљена је величином популације вектора и резервоара инфекције.
- Морбидитет такође карактерише сезонско јављање болести које је условљено бројношћу и активношћу популације вектора у различитим сезонама.
- Географска ограниченост морбидитета векторских болести условљена је присуством одговарајућих вектора и резервоара заразе. Зато је најефикаснији мера за смањење морбидитета редукција броја и уништавања вектора.
- Глобално, маларија је најраспрострањенија векторска болест, од које је 2,4 милијарде људи широм света у ризику од заразе овом болешћу са више од 275 милиона оболелих случајева пријављених сваке године.
- Сваке године од векторских болести које преносе комарци, крпељи и муве оболи 77.000 Европљана, док је у Србији само у 2013. години пријављено 1.255 таквих случајева. На подручју Европе, међу најзначајнијим векторским болестима су крпељом преносиви менингоенцефалитис, грозница Западног Нила, денга грозница, а бележе се и оболели са импортованом маларијом из ендемских земаља.
- Болести које преносе крпељи такође су од велике здравствене важности у Европи. Крпељом преносиви менингоенцефалитиса (КМЕ) је ендемичан у Европи, а због своје важности и значаја недавно је додат на листу заразних болести које се пријављују на нивоу ЕУ са нагласком на неуроинвазивне облике болести лабораторијски потврђене. Главни вектор крпељског менингоенцефалитиса, (Ixodes ricinus) широко је распрострањен у Европи, и пренос вирус крпељског менингоенцефалитиса који је ограничен је на специфична жаришта.
- Денга је присутна у 100 земаља света, доводећи у опасност од обољевања више од 40% светске популације (2,5 милијарди људи). Инциденција денге нарасла је за готово тридесет пута у последњих педесет година.
- Шистозомијаза, паразитарна болест која се преноси воденим пужевима, је најраспрострањенија од свих векторских болести.
- Највећи морбидитет од векторских болести у САД изазива вирус западног Нила, Лајмска болест и Роки Маунти пегави тифус. Денга вирус.

Морталитет
- Сваке године болестима из ове групе зарази се више од једне милијарде људи, а више од милион умре од заразних болести које се преносе векторима.
- Најсмртоноснија векторска болест је маларија - од које сваке године у свету умре око 1,2 милиона људи.
- Од лајшманијазе годишње у свету оболи око 1,3 милиона људи.
- Грозница Западног Нила такође представља значајан јавно-здравствени проблем како у земљама Европе, тако и у Србији. У Србији и Хрватској први пут је регистрована 2012. године, да би током 2013. године у Србији умрло 28 особа, међу којим су доминирале особе старије животне доби са разним хроничним болестима.

Ризичне групе
Деца су у посебном ризику од векторских болести међу којима доминирају оне које преносе комарци и заражени пужеви, лети или других векторски инсекти. Преко милион деце умире од маларије сваке године.
Још једна векторска заразна болест која је од посебног значаја за здравље деце је денга, други најважнија тропска болест (после маларије) са око 50 до 100 милиона случајева денга грознице и 500.000 случајева Денга хеморагијска грозница сваке године.
Посебно су на шистостомијазу осетљива деца која живе и играју се у близини вода у којима има заражених пужева.
Јапански енцефалитис, лимфна филаријаза, жута грозница, афричка трипанозомијаза (болест спавања) и Шагасова болести су у појединим регионима света значајне векторима преносиве болести, посебно опасне за децу.

## Врсте вектора
Вектори који имају значај у епидемиологији заразних болести припадају класи паука (крпељи и гриње) и класи инсеката (ваши, комарци, буве и муве)

### Класа паука

#### Крпељи
Крпељи су зглавкари који својим убодом могу да пренесу одређене заразне болести. Мада сви крпељи нису заражени микроорганизмима патогеним за човека, једна већа група може на човека да пренесе већи број заразних болести, међу којима су најзначајније:
- Лајмска болест
- Крпељски менингоенцефалитис
- Кримска Конго хеморагијска грозница
- Ерлихиоза
- Бруцелоза
- Лептоспироза.

Станишта крпеља су шумовита подручја и подручја са необрађеном вегетацијом али поједини простори око поља, у баштама, живим оградама и слично. Крпељи се углавном налазе на ниској вегетацији, до висине једног метра, а током проласка кроз ту вегетацију, својим усним делом се закаче на животиње и људе. Убод крпеља је безболан, а место убода не боли и не сврби. Тако закачени за кожу домаћина крпељи сисају крв 2 до 7 дана пре него што поново падну на вегетацију. Ризик од инфекције је већи што је боравак крпеља на телу дужи.
Крпељи су у природи средњоевропског климатског подручја присутни од раног пролећа до касне јесени, а највећу активност испољавају у мају и јуну.
Крпељи се хране крвљу људи и многих животиња, а уколико су заражени, преносе узрочника заразне болести током исхране. Да би дошло до сигурне инокулације проузроковача крпељ мора да буде присутан на кожи будућег болесника бар 48 часова.

#### Гриње
Гриње су паразити из типа зглавкара који живе у људском окружењу, на постељини, теписима и другим влакнастим материјалима. Једу перут и друге изумрле ћелије коже, као и разне друге органске материје.
Делимично сварена храна и фекалије гриња су један од најзначајнијих узрока алергија и једино полен је чешћи узрок алергије од гриња. Ензим DerP1, који се налази у фекалијама гриња, је врло чест узрок алергијских реакција. Такође хитинско тело гриње, и честице кутикуле које она током раста одбацује су јак алерген.
Удисање гриња, њихових фекалија и ензима може проузроковати и астму, ринитис, конјуктивитис и запаљење коже (дерматитис).
Дужа изложеност коже протеинима накупљеним у екскрементима гриња може да наруши одбрамбени систем коже и омогући улазак алергена и иританата, што води ка запаљењима и сврабу коже или пруритису.

### Класа инсеката

#### Комарци
Комарци су инсекти двокрилци из породице Culicidae, распрострањени су у свим крајевима Земље. Ова породица обухвата око 3.500 врста., сврстаних у три потпородице.
На распрострањеност и сезонску варијацију векторских заразних болести које преносе комарци значајно утичу климатске промене у виду повећања просечних вредности температуре ваздуха и промене количине падавина. Процењује се да свако повећање температуре ваздуха за 0,1 °C шири станиште комараца и до 150 километара у правцу северне географске ширине земљине кугле.
Разликују се од других инсеката по томе што су им тело и крила покривени љуспицама које служе као таксономска одлика за одређивање врста.
Само врста комараца, позната као „маларични комарац“ (вектор маларије), обухвата више подврста. Маларични комарац се распознаје по томе што на крилима има црне пеге. Када се одмара, стоји спуштене главе, док му трбух својим задњим крајем стоји знатно одвојен од подлоге, док је грудни део заједно са главом примакнут подлози.
Друга врста опасних комараца преноси жуту грозницу. Они на ногама имају белу траку, а уздужну на горњем делу трупа. Када нису активни њихова рилица је под углом у односу на труп.
У групу болести које преносе комарци спадају:
- Грозница Западног Нила
- Маларија
- Жута грозница
- Денга
- Чикунгуња грозница.
- Лимфатична филаријаза

#### Ваши
Ваши (Phthiraptera) су ред инсеката, који обухвата секундарно бескрилне представнике, који живе као облигатни ектопаразити птица и сисара. Ред ваши, пероједа и длакоједа броји преко 4900 врста, од којих се 3 сматрају преносиоцима заразних болести.
Међу сисарима, ваши не паразитирају кљунаре и ехидне, поједине торбаре (редове Microbiotheria и Notoryctemorhpia), слепе мишеве, китове, морске краве и љускавце. Јаја ваши називају се гњиде.
Телесна ваш (Pediculus humanus corporis) величине 3–4 mm живи у шавовима рубља и одеће, где женке полажу јаја, која се чврсто слепе за тканину. Заражена ваш преноси рикецију фецесом, а не уједом, јер, увек када сише крв, она уједно и дефецира. С обзиром да ујед изазива свраб, човек се чеше и тако њене излучевине утрљава, у кожу, са рикецијама. Оболелог човека, са повишеном температуром, ваши брзо напуштају, и траже, човека са нормалном температуром. Након уједа ваши на кожи се јављају ситне макуле, а касније и уртике и инфилтроване папуле, као последица сензибилизације. На месту уједа често су присутни и симптоми секундарне, стафилококне и/или стрептококне, инфекције.

#### Буве
Буве су бескрилни инсекти који лако побегну скоком који је много пута већи од њихове телесне дужине. За време ларвног живота хране се отпацима који труле, а када одрасту сишу крв птица и сисара, укључујући и човека. Ларве бува могу да живе у пукотинама прљавих подова, и имају способност прилагођавања на различите домаћине у оквиру сисара. Познато је преко 2.000 врста бува.
Буве као вектор могу да преносе заразне болести на човека (нпр. бактерије куге). Најстрашнија пандемија куге позната као црна смрт, владала је Европом у 14. веку, и усмртила је скоро четвртину тадашњег становништва континента. Кугу је преносио овај инсект дугачак само 1,8 мм.

#### Муве
Муве у ширем значењу речи су веома распрострањени инсекти који припадају подреду Brachycera и чести су у близини људских насеља.
Према грађи у улози усног апарата муве се деле на две групе:
- Муве које сишу крв и имају усни апарат за бодење и сисање; у ову групу спадају породице: Stomoxydae и Glossinidae
- Муве чији је усни апарат прилагођен за лизање па не сишу крв, а припадају им, између осталих, породице: Muscidae и Calliphoridae.

## Болести које преносе комарци

### Зика грозница
Зика грозница је вирусна инфективна, болест из групе зооноза), које се преноси убодом комараца. Изазивач болести је Зика вирус (ЗИКВ) енгл. Zika virus) арбовирус (који се преноси артроподама) из породице флавивиридае и рода Флавивируса, који такође преносе и вирусе жуте грознице, денге. Један од четири заражене особе развија симптоме болести, док је већина случајева (60—80%) без симптома. Међу онима који оболе, симптоми болести су обично благи и трају најчешће 2-7 дана. Симптоми болести су слични онима код денге или Чикунгуња грознице, јер вирусе преноси иста врсте комараца.
Главни клинички знаци болести су; грозница, конјуктивитис, пролазни артритис, праћен артралгијом (боловима углавном у мањим зглобовима шака и стопала) и макулопапуларна оспа, која најчешће прво почиње на лицу, а затим се шири по целом телу.
Болест је први пут откривена у Уганди 1947. године, код носилац вируса, локалних мајмун из шуме Зика, по којој је вирус добио име. До прве идентификације с краја прве половине 20. века, болест је харала углавном у тропској Африци, југоисточној Азији и на пацифичким острвима. Међутим, 2015. године пренета је у Бразил, а потом се грозница изазвана овим вирусом убрзо проширила на Латинску Америку и неколико карипских острва.
Неуролошки и аутоимуне компликације код Зика грознице су могуће али за сада ретке. Први пут су описане у епидемијама у Полинезији, а однедавно, и у Бразилу. Здравствени званичници који су токо 2015. године проучавали болест у Бразилу установили су да вирус може прећи са мајке на нерођено дете у материци и код њега изазвати микроцефалију. Међутим, и дање постоји веома мали број описаних и истражених случајева у литератури. Док су хеморагијске манифестације документована само у једном случају (хематоспермија или појава крви у семену).
Такође током избијања епидемије у француској Полинезији утврђен је пратећи пораст случајева са Гијен-Бареовим синдромом, за који се сумња (али није доказано) да је можда изазван Зика вирусом.
Као се вирус буде ширио Америком, лекари ће стицати све више искуства о његовим симптомима и могућим компликацијама, тако да ће бити могућа и потпунија сазнања о карактеристикама болести, мерама превенције, вакцинацији и лечењу.

### Грозница Западног Нила
Грозница Западног Нила (ГЗН) је вирусна инфективна болест из групе зооноза), које се преноси убодом комараца. Карактерише се тешком клиничком сликом са знацима упале мозга (лат. encefalitis). Изазивач болести је вирус Западног Нила (ВЗН) (лат. Encephalitis Nili occidentalis, енгл. West Nile virus) арбовирус (који се преноси артроподама) из породице флавивиридае и рода Флавивируса, који такође укључује и вирусе жуте грознице, денге, Сент Луисовог енцефалитиса и вирусе јапанског енцефалитиса. Овим вирусом могу да се заразе људи, птице, комарци, коњи и други сисари, алигатори итд.
На људе и животиње ВЗН преносе тиграсти или домаћи (Culex pipiens) комарци који се хране крвљу заражених птица, и других оболелих животиња. Након убода комараци уносе вирус у тело жртве и код ње изазивају грозницу Западног Нила, која се карактерише тешком клиничком сликом са знацима упале мозга или упале можданица и кичмене мождине (лат. meningitis).
Главни резервоар заразе су различите врсте птица, у којима се вирус одржава, док је човек случајни, односно тзв. слепи домаћин, јер се инфекција вирусом Западног Нила са њега даље не преноси.
Грозница Западног Нила је сезонско обољење, које је највише заступљено у периоду највеће активности комараца (вектора вируса Западног Нила). Имајући у виду искуства како из многих земаља, тако и из Србије, први оболели се обично региструју најчешће у другој половини јула месеца, а највеће разбољевање је током августа и септембра месеца.
Већина особа (80—90%) инфицирана вирусом Западног Нила нема никакве симптоме и знаке болести. Код малог процента заражених особа (10—20%) симптоми подсећају на обољење слично грипу, са наглом појавом повишене телесне температуре, главобољом, болом у грлу, леђима, мишићима, зглобовима, умором, благим пролазним осипом и лимфаденопатијом. Међутим, код појединих особа долази до настанка асептичног менингитиса или енцефалитиса (код 0,2% оболелих млађих од 65 година, и код 2% пацијената преко 65 година живота), односно неуроинвазивног облика болести, који захтева хоспитализацију. Симптоми неуроинвазивног облика болести су главобоља, укочен врат, ступор (тупост), дезоријентисаност, кома, треме, конвулзије, слабост мишића и парализа. Након прележане инфекције често долази до развоја дуготрајних секвела, као што су: умор, губитак памћења, тешкоће приликом ходања, мишићна слабост и депресија. Леталитет је већи код старијих особа, нарочито код особа изнад 75 година живота.

### Маларија
Маларија је векторска заразна болест пореклом из Африке, чијег узрочника (паразит плазмодијум) преноси женка комарца из рода Анофелес. Распрострањена је у многим тропским и суптропским земљама. После Другог светског рата захваљујући међународној сарадњи и Светској здравственој организацији маларија је искорењена у европским земљама.
У Србији последњи аутохтони (одомаћени) случај маларије (то подразумева да се особа заразила на територији тадашње Југославије) забележен је 1964. године у Краљеву. Данас се на подручју Србије региструју се искључиво случајеви импортоване (увезене) маларије, код особа која живи у Србији, али је извесно време боравила (најчешће на раду) у земљама са ендемском (одомаћеном) маларијом, где се и заразила. Годишње се у Србије региструје просечно 10 до 15 оваквих случајева маларије.
Постоје четири врсте маларије, узроковане различитим врстама паразита из групе палзмодијума. Без обзира на врсту узрочника, који је уста звао маларију она може да се појави у различитим клиничким облицима, од асимптоматских (особе су заражене, али немају симптоме болести) или благих облика болести до тешког обољења, са неизвесним, па и смртним исходом. Међутим, код фалципарум маларије најчешће долази до развоја тешке клиничке слике болести, често и са смртним исходом. Ова врста маларије присутна је у многим афричким земљама јужно од Сахаре. Посебно осетљиве категорије становништва за маларију фалципарум су деца, труднице и особе које долазе из подручја на којима је искорењена маларија, односно код поменутих особа већа је вероватноћа настанка тешког облика болести, па и смртног исхода.
Резервоар заразе је искључиво човек, а инфекција се преноси искључиво убодом зараженог комарца из рода Анофелес, док маларију не могу да преносе комарци из рода Кулекс, који су одомаћени на простору Србије.
Симптоми болести настају најчешће 7 до 30 дана након убода зараженог комарца. Симптоми болести се најчешће манифестују у виду повишене температуре, грознице, знојења, главобоље, мучнине и повраћања и малаксалости. Симптоми личе на оне год грипа, прехладе и многих других инфекција, па уколико у анамнези постоји податак о путовању у претходних 12 месеци, лекар ће узети у обзир могућност да се можда ради о маларији. Употреба антималаричних лекова у профилактичке сврхе (односно, у циљу заштите од оболевања), што је уобичајено код путника у међународном саобраћају или особа које одлазе на рад у земље са ендемизованом (одомаћеном) маларијом, могу да одложе појаву симптома болести више недеља или месеци након заражавања. У таквим случајевима може да се постави погрешна дијагноза болести, или се болест касно дијагностикује, што свакако утиче и на начин лечења и исход болести. Због тога је неопходно да се све особе које су путовале/боравиле у земљама тропског и суптропског подручја у току претходних 12 месеци у случају појаве било каквих симптома болест превентивно јаве лекару.

### Жута грозница
Жута грозница (Febris flava) је вектором преносива антропозооноза коју изазва арбовирус који припада породици Флавивируса и роду Флавивирадае. Смртност од ове болести износи од 10% до 60%.
Резервоари вируса су мајмуни међу којима се болест шири уједом прашумских комараца. Када комарац пренесе инфекцију на човека онда заражена особа може да буде извор болести за друге људе међу којима се преноси такође комарцима.
Након инкубације од 3-6 дана, болест почиње нагло, скоком температуре, јаком главобољом, боловима у зглобовима и мишићима. Болесник је плеторичан у лицу, инјицираних конјуктива, изразито адинамичан. Осећа мучнину, повраћа желудачни сок.
Око трећег дана температура пада. мада у тежим случајевима температура поново расте, и праћена је знацима хеморагијског синдрома са крварењем из дигестивног тракта (повраћања крви, крвава столица, крварења из носа, десни и присуство крви у мокраћи). Због некротичног оштећења јетре развија се иктерус (жута пребојеност коже), а као последица лезије бубрега албуминурија и азотемија. Болесник умире од искрвављености у токсемији.

### Денга
Денга је акутно вирусно обољење, које се преноси на човека убодом зараженог комарца из рода Aedes. Денга је као ендемична болст присутна у преко 100 земаља Азије, Америке, Пацифичког региона, Африке и Кариба. У Европи денга је први пут регистрована у 2010. години у Француској и Хрватској, као импортовани случајеви (увезени случајеви, односно особе које су се заразиле приликом боравка у земљама у којима је ово обољење одомаћено). Денга је откривене и у другим европским земљама, што повећава ризик за појаву аутохтоних случајева у земљама где постоје одговарајући вектори. До сада нису регистровани аутохтони случајеви денге на територији Европе.
У клиничкој слици доминирају висока температура, јака главобоља, болови у зглобовима, мишићима и костима, осип и минимална крварења из носа или десни, мада су могућа и крварења у дигестивном тракту и плућима.

### Чикунгуња грозница
Чикунгуња грозница је акутно вирусно обољење које се преноси на човека убодом комарца из рода Aedes.
Резервоар заразе су мајмуни, глодари и птице. Болест је најзаступљенија у Африци, Индији, Југоисточној Азији, Аустралији, Филипинским острвима. Вектор чикунгуња грознице присутан је и у неколико земаља Европе, средњој Америци, Бразилу и САД. Прва епидемија чикунгуња грознице у Европи са локалном трансмисијом узрочника (преношење, ширење инфекције) регистрована је 2007. године у Италији, код држављанина Италије, који се заразио вирусом чикунгуње у Индији, који се у своју земљу вратио у фази виремије (присуство вируса у крви), и на тај начин унео овај вирус у популацију комараца у Италији. У Републици Србији до 2014. године нису регистровани случајеви оболевања људи од чикунгуња грознице.
Болест код човека почиње нагло повишеном температуром, боловима у мишићима, главобољом. Доминантан симптом је бол у зглобовима (артралгија). Симптоми се јављају 4–7 дана након убода зараженог комарца. Обољење обично кратко траје и не оставља последице.
Епидемијској појави овог обољења погодују повољни климатски услови и велика густини популације комараца вектора чикунгуња грознице.

### Лимфатична филаријаза
Лимфатична филаријаза (Filariasis lymphatica) је тропска инфективна болест која се на човека преноси угризом комараца заражених нематодама (ваљкастим црвима) из реда Filariidae. Лимфна филаријаза, која је опште позната као елефантијаза, је занемарена тропска болест, која настаје настаје када се филаријски паразити пренесу на људе преко комараца. Инфекција се обично добија у детињству изазивајући скривено оштећење лимфног система.
Болне и дубоко деформишуће видљиве манифестације болести, лимфедем, елефантијаза и оток скротума јављају се касније у животу и могу довести до трајног инвалидитета. Ови пацијенти нису само физички инвалиди, већ трпе менталне, социјалне и финансијске губитке који доприносе стигми и сиромаштву.
У 2020. години, 863 милиона људи у 50 земаља живело је у областима којима је потребна превентивна хемотерапија да би се зауставило ширење инфекције. Глобална основна процена људи оболелих од лимфне филаријазе била је 25 милиона мушкараца са хидрокелом и преко 15 милиона људи са лимфедемом. Најмање 36 милиона људи остаје са овим хроничним манифестацијама болести. Елиминисање лимфне филаријазе може спречити непотребну патњу и допринети смањењу сиромаштва.

## Пегавац
Пегавац или пегави тифус (лат. Typhus exanthematicus), је тешка, акутна, генерализована, инфективна болест, која се карактерише дуготрајном температуром, главобољом, поремећајем стања свести, полиморфном оспом и наглим смањењем температуре у трећој недељи болести.
Узрочник болести је бактерија из групе рикеција (лат. Rickettsiа prowazeki), названа по Америчком истраживачу, Howard Taylor Ricketts-у, и Аустријском лекару S. von Prowazek-у, који су умрли од пегавца у току истраживања његове етиологије.
Да је пегавац векторска или трансмисивна болест, ексепиментално су доказали Nicolle са сарадницима 1909. године. Они су открили да се пегави тифус преноси преко телесних ваши, што су касније потврдили; Ricketts Wilder. 1910.. Anderson и Goldberger. 1912..  Ово откриће, омогућило је расветљавање епидемиологије пегавог тифуса и нешто касније његовог сузбијања.
Ширење пегавца међу људима одвија се кретањем ваши (релативно неефикасног вектор због слабе покретљивости) са особе на особу. Такође ваши у активном стадијуму, без домаћина од кога би се хранили, могу да преживе свега 7 до 10 дана. Телесна ваш искључиво је паразит човека, јер трансоваријална трансмисија рикеције у вашима није доказана.
Након преболелог пегавог тифуса човек стиче дугогодишњи, вероватно, доживотни, имунитет.
Епидемијско ширење болести омогућава постојање велике популације ваши на људима, посебно у условима када они заједно живе и спавају у просторијама са великом густином смештаја (затвори, избеглички кампови, смештај у ратним услови), или у условима када затвореници, избеглице или војници нису у могућности да редовно одржавају хигијену тела и мењају одећу. Наведени услови погодују вашима да се брзо шире у некој средини. На брзину ширења болести утичу и зимски услови у којима је боравак људи у у затвореном простору чешћи, ограничено редовно прање одеће и нередовно купање због хладне воде или недостатка огрева. Из наведеног може се такође закључити да је тифус био мање више стално присутан међу становништвом нижег социо-економског статуса и у крајевима са хладнијом климом (Русији, Пољској, југоисточној Европи, северној Африци, Мексику и регијама Јужне Америке).
Ваши су осетљиве на промену температуре и брзо напуштају фебрилног или преминулог домаћина тражећи новог са одговарајућом телесном температуром. Зато је ширење ваши у војним пољским болницама и на другим местима где је болест присутна а смрт честа (због компликација болести услед исцрпљености, неадекватног лечења и недовољне исхране болесника), а тиме су остварени услови и за брже ширење тифуса.

## Болести које преносе крпељи

### Лајмска болест
Лајмска болест је мултисистемско обољење субакутног и хроничног тока, које изазива бактерија Borrelia burgdorferi. Она захвата првенствено кожу, а затим срце, зглобове и централни нервни систем. Резервоари борелије су крпељи, глодари, јелени и др. Вектори инфекције су тврди крпељи који преносе болест на човека и домаће животиње, а она се јавља обично сезонски (од раног пролећа до касне јесени) и то углавном код особа које често бораве у природи.
Лајмска болест први пут је откривена 1975. године у граду Лајм (Конектикат, САД), по коме је и добила назив. У Србији болест је први пут забележена 1987.
Клиничке манифестује болести су појава локалног отока и црвенила (лат. erythema migrans) на месту убода и то 3-32 дана након инцидента. Локално црвенило је топло и углавном није болно. Код 50% пацијената идентичне промене се могу јавити на другим деловима тела, а код 15% пацијената кожне промене могу да изостану. Поред промена на кожи могу да се јаве температура, језа, малаксалост, главобоља, регионално увећање лимфних жлезда итд. Уколико се болест не препозна и не лечи на време, након неколико недеља развија се други стадијум са неуролошким симптомима, појавом болова у зглобовима и кардиолошким симптомима, а уколико се и у овој фази болест не третира након више месеци или година она улази у трећу фазу са тешким неуролошким испадима, променама на зглобовима и кожи.

### Крпељски менингоенцефалитис
Крпељски менингоенцефалитис (КМЕ) је вирусна болест из групе зооноза које се преноси путем заражених крпеља (као и Лајмска болест).
Болест је откривен у земљама средње Европе крајем Другог светског рата, а распрострањена је у подручју средње и источне Европе и Азије. На територији Републике Србије до сада нису регистровани крпељи, носиоци овог вируса.
Болест се јавља ендемски, односно само у природним активним жариштима у којима постоје природни резервоари вируса (шумски глодари, јеж, кртица). Крпељ може да буде заражен у свим периодима његовог животног циклуса, и доживотни је носилац вируса крпељског менингоенцефалитиса, који се из једне на другу генерацију крпеља у њему размножава и преноси трансоваријално.
Крпељски менингоенцефалитис има сезонски карактер, јер начина преноса вируса зависи од активности крпеља, која је највећа од пролећа до јесени. Основни пут преноса је убод зараженог крпеља, при чему је ризик од инфекције већи што је боравак крпеља на телу дужи. КМЕ се не преноси се са човека на човека.
У великом броју случајева КМЕ је асимптоматска болест. Клиничка слика је често, мада не увек, двофазна:
- Прва фаза болести, која се јавља након 7-14 дана од заражавања убодом крпеља, слична је грипу и карактерише се општим симптомима који потичу од централног нервног система. Она траје око недељу дана. Уз опште симптоме инфекције (повишена температура, главобоља, болови у мишићима) у овој фази јављају се знаци захваћености централног нервног система, односно запаљења можданица – кочење врата, повраћање, интензивне главобоље.
- Друга фаза или период латенције траје од 4 до 10 дана.

Поред општих мера заштите од убода крпеља, у превенцији крпељског менингоенцефалитиса може се користити специфична, преекспозициона заштита, која се заснива на вакцинацији (давањем три дозе вакцине).

### Кримска Конго хеморагијска грозница
Кримска Конго хеморагијска грозница је акутна природно-жаришна заразна болест, коју преносе крпељи, убодом или контактом преко коже (ако га заражена особа претходно убије и након тога утрља у кожу) и путем крви. Вирус се може пренети и са човека на човека директним контактом са излучевинама или крвљу оболеле особе.
Болест се примарно преноси у тзв. природним жаришним подручјима света у којима живи посебна врста крпеља (иксоидни крпељ) преносиоца вируса узрочника ове хеморагијске грознице. Примарни резервоар заразе су птице, дивље и домаће животиње и иксоидни крпељи. Крпељи се инфицирају преко животиња и постају доживотно заражени.
На глобалном нивоу болест је највише заступљена у земљама бившег Совјетског Савеза (Русија, Туркменија, Узбекистан, Киргизија). Осим у земљама бившег Совјетског Савеза у Азији болест је евидентирана и у Ираку, Ирану, Пакистану, западној Кини на Арабијском полуострву. Нешто ређе болест је присутна у Африци (Конго, Уганда, Нигерија, Кенија) и Европи (Бугарска, Црна Гора, Босна и Херцеговина, Македонија, Албанија, Србија). У Србији, природно жариште Кримске Конго хеморагијске грознице је на Косову и Метохији. На коме се сваке године (општине Ораховац, Малишева) региструје појава нових случајева болести.
Период инкубације може да траје од једног до 14 дана (просечно 5 до 7 дана). Први знаци болести настају нагло, и карактеришу се малаксалошћу, високом температуром, језом и дрхтавицом, тешким општим стањем, раздражљивошћу, главобољом, јаким боловима у удовима и у пределу бубрега. Повремено клиничку слику допуњује повраћање, болови у трбуху и пролив. Клиничку слику карактерише и изражен хеморагијски синдром у виду крварења из носа и утеруса, слузнице усне дупље, желуца, црева. Болест је прати и црвенило лица и груди.
Болест има велику смртност, и код оболелих особа износи од 10 до 50%.

### Ерлихиоза
Ерлихиоза једана је од инфективних болести из групе зооноза коју на људе преносе крпељи. а узрокује је бактерија слична рикецијама из рода Ерлихија (Ehrlichia). Ерлихије су обавезне интрацелуларне бактерије које изгледају као ситне инклузије у цитоплазми лимфоцита и неутрофила.
Инфекције се преносе на људе угризом крпеља, најчешће приликом контакта са животињама које носе смеђи псећи крпељ или јеленски крпељ. Већина случајева регистрована ш је у југоисточним, централним и јужним деловима САД. За људе су патогене три врсте Ерлихија (E. chaffeensis Anaplasma phagocytophila-ranije E. phagocytophila и E. ewingii) које узрокује хуману моноцитну ерлихиозау и хуману гранулоцитни ерлихиозу.
Симптоми болести слични су онима код пегавца, изузев што осип има само мањи број болесника. Иако су неке инфекције асимптоматске, код већина оболелих клиничка слика се карактерише наглом појавом болести са температуром, грозницом, главобољом и малаксалошћу. Након инкубационог период болест обично почињући отприлике 12 дана од уједа крпеља. Код неких болесника избије макулопапуларни или петехијална осип који захвата труп и удове, иако Ерлихија ретко изазива осип. Могу се јавити болови у стомаку, повраћање, пролив, конвулзије и кома.

### Бруцелоза
Бруцелоза је заразно обољење акутног или хроничног тока проузроковано бактеријом из рода бруцела. На тежину и ток болести има утицаја и тип бруцела. Најтежи облик бруцелозе у људи изазива и лат. Brucella melitensis, тежак облик изазива и Brucella suis, док Brucella abortus Bang изазива у већини случајева лаку болест. Бруцеле спадају у прилично отпорне микроорганизме, нарочито према сушењу и нижој температури. Месецима се могу одржати у прашини, у постељици или плодовој течности и у мртвом плоду животиња. Осетљиве су на дејство повишене температуре, директне Сунчеве светлости и на већину дезинфикационих средстава.
Инкубациони период код бруцелозе може бити врло различит. Најчешће се креће у распону 5 - 30 дана, а може да износи и више месеци. Резервоар заразе су најчешће домаће животиње: за Brucelu suis то су свиње, за бруцелу абортус говеда, а за бруцелу мелитензис овце и козе али могу бити и заражена и говеда, коњи, пси, кокоши, разне врсте птица и дивљих животиња.
Мада се бруцеле налазе у крви, мокраћи и пунктату из лимфних чворова болесника, човек није значајан резервоар заразе. Инфекција се не шири интерхумано.
У акутној фази болести јављају се општи симптоми. У хроничној фази јављају се симптоми оштећења различитих органа и ткива, праћени наизменичним порастом температуре.
Бруцелоза је код животиња блага болест која се манифестује само у гравидитету, и то побачајима. Бруцеле се налазе у побаченом плоду, постељици, плодовој води, млеку и урину заражених животиња.

### Лептоспироза
Лептоспироза је акутна инфективна бактеријска болест која припада групи зооноза, јер од ње обољевају и људи и животиње. Узрочник су бактерије из рода Leptospira, а природни резервоар и извор инфекције су глодари (пацови, мишеви, волухарице), домаће животиње (пас, говече, свиња, коњ) и дивље животиње (шакал, лисица, слепи миш).
Инфициране животиње излучују мокраћом бактерије у спољну средину, одакле се човек инфицира преко повреда на кожи или преко слузокоже носа, уста и очију. Из тих разлога се лептоспироза често убраја у професионална обољења људи који раде на пиринчаним пољима, у месарама, на фармере, риболовце, ветеринаре и др.
Извор инфекције може бити и земља, блато или контаминирана вода, док је интерхумани пренос изузетно редак.

## Болести које преносе буве

### Куга
Куга је једна од најопаснијих, епидемијских, акутних векторски заразних болести, која иако је била позната више од хиљаду година (углавном по страховитих последица), њен узрочник откривен је тек крајем 19. века, од стране двојице бактериолога - Јапанца Шибасабуре Китасатоа и Швајцарца Алекандра Јерсина. Они су уз помоћ микроскопа године 1894. први пут изоловали бацил куге, који је по једном од научника назван Јерсинија пестис, позната под називом и Пастурела пестис (Yersinija pestis-Pasteurella pestis).
Бацил куге који примарно живи на дивљим глодарима, заједно се бувом која паразитира на тим глодарима представљају вектор преноса заразе. Људска бува (pulex irritans) обично не представља опасност, јер готово никад не постаје преносилац, међутим врста буве (xenopsylla cheopsis), која живи на малим глодарима, најчешћи је и главни преносилац куге. Инкубација траје од 2 до 15 дана, најчешће 4-5 дана у зависности од облика болести.
Најчешћи је бубонски (жлездани) облик који се карактерише појавом отока лимфних жлезди - бубона у пределима пазуха и препона (понекад и врата) и стварањем карбункула на кожи. Овај облик куге смртоносан је у 30-75% случајева. Други је плућни облик куге (понекад се назива и капљични), који је знатно ређи и манифестује се снажном упалом плућа, температуром и крвавим кашљем. Редовно завршава смрћу у 95%случајева. Трећи облик куге је септични облик, који се карактерише високом и наглом температуром и инфекцијом крви, након које, скоро редовно, смрт наступа врло брзо.

## Превенција и контрола заражавања векторским болестима
Најбољи начин превенције је избегавање заражавања трансмисивним болестима је спречавање уједа инсеката. У свакодневној пракси примењују се два начина у превенцији инфекције:
- Физичка заштитите од уједа инсеката,[54][55]
- Хемијска заштита[56][57][58][59]
- Управљање животном средином

### Физичка заштита од уједа инсеката
Преузимањем следећих, једноставних мера предострожности (заштите), може се умањила шанса да нека особа буде уједена од стране инсеката, а на тај начин и шансе за инфекцију;
- За време боравка на отвореном простору, потребна је редовна употреба репелената против инсеката, који у себи садрже ДЕЕТ или друге одобрене састојке.
- Избегавање боравка на отвореном у време периода најинтензивније активности инсеката - у сумрак и у зору.
- Избегавање подручја са великим бројем инсеката, као што су шуме и мочваре.
- Ношењем заштитне одеће као што су кошуље дугих рукава, дуге панталоне, шешири и светло обојене одећа најбоља су заштита јер комарци и други инсекти имају тенденцију да буду привучени тамним бојама.
- На вратима и прозорима треба уградити заштитне мреже, које требају да буду без рупа и да чврсто належу уз подлогу како би онемогућили комарцима и другим инсектима да продру у затворени простор.
- По могућству боравак у климатизованим просторима, јер је број инсеката у таквим условима значајно смањен.

### Хемијска заштита
Биоцидни производи, у које спадају и инсектициди, су средства која се данас најчешће користе за сузбијање комараца. Њихово стављање у промет усклађено је са Законом о биоцидним производима, чије спровођење контролишу Агенције за хемикалије земаља које су тај закон донеле. Како биоциди у себи садрже супстанце које имају потенцијални ризик по здравље људи, животиња и животну средину основни разлог је што ови производи, пре стављања у промет, подлежу посебној процедури у којој се њихов промет и коришћење одобрава само ако се утврди да представљају прихватљив ризик по здравље људи, животиња и животну средину.
Средства за сузбијање комараца у отвореном простору омогућавају контролу популације комараца тако што уништавају одрасле јединке комараца, односно редукују њихов број (адултициди) или тако што онемогућавају развој комараца из ларви (ларвициди).
Биоцидни производи који се користе у многим земљама, укључујући и Србију, а користе за адултицидни третман комараца из ваздуха најчешће су на бази ламбда-цихалотрина, док се за адултицидни третман са земље користе биоцидни производи који су на бази неколико хемијских активних супстанци из групе пиретроида (ламбда-цихалотрин, делтаметрин и сл.). За ларвицидни третман комараца користе се биоцидни производи који могу бити на бази биолошких активних супстанци тј. бактерија из рода Bacillus које су показале веома селективно токсично дејство на ларве комараца, а без штетних ефеката на друге организме, људе и животну средину, или на бази хемијских активних супстанци (нпр. дифлубензурон) које делују као регулатори раста ларви комараца. У доњој табели приказани су најчешће примењивани пестициди широм Света у контроли комараца:
| Инсектициди који се користе у контроли комараца   | | |
| Инсектициди                                       | Врсте | Механизми дејства |
| Адултициди средства за контролу одраслих комараца | Органофосфати: Синтетички пиретроиди: | Примењују се у облику спрејева ултра ниског волумена (УЛВ). Применом финих капљица, аеросола, адултициди дуго остају у ваздуху и у контакту са летећим комарцима изазивају њихову смрт. У зависности од величине подручја, примењују се у количинама мањим од 3 грама по хектару, што минимизира штетни утицај по људе и животну средину. |
| Ларвициди средства за контролу ларви комараца     | Бактеријски инсектициди: Bacillus thuringiensis, Bacillus sphaericus Инхибитори раста комараца: Органски инсектициди: Остала средства: Минерална уља, Мономолекуларни филмови | Ларвициди су хемикалије тако дизајниране да се њиховом применити на воденим површинама онемогућава развој комараца из ларви. |
| Синергисти                                        | Piperonyl Butoxide, N-Octyl bicycloheptene dicarboximide | Синергисти нису директно токсични на комараце, али њихова примена чини адултициде ефикаснијим. |

### Управљање животном средином.[68][69][70][71]

#### Редукција станишта.[72][73]
Комарци
Комарци полажу јаја у стајаћој води а цео процес од полагања јаја до стварања и прерастања ларви у одрасле комарце, спремне да лете и преносе ВЗН траје око четири дана. Чак и мале количине воде, на пример, у тацни под саксијом за цвеће, може бити погодно и плодно станиште за боравак и размножавање комараца.
Зато је важно да се у околини кућа и других објеката и површина на којима стално бораве људи и стока елиминише што више станишта са стајаћом водом. То се може постићи:
- Редовном (два пута недељно) заменом стајаће воде свежом водом у објектима и посудама као што базени, посуде за напајање водом животиња, подметачима под саксијама, и отпаду за рециклажу у за то намењеним кантама, итд.[78]
- Редовним уклањањем старих и непотребних предмета око куће и друге имовине (нпр. старе гуме) који имају тенденцију да прикупљају атмосферску воду.
- Променом воде у базенима за барске птице и кућне љубимце, као и у тенковима за купање стоке.
- Редовним чишћењем олука и других сабирних канала и сливника за атмосферску и отпадну воду, чиме се спречава стварање влажне средине за настањивање и размножавање комараца.
- Куповином аератор за украсне рибњаке, чиме се стварају услови за непрестано кретање (треперење) водених површина, што ће учинити воду негостољубивом средином за боравак ларви комараца.

Слатководни пужеви
Редовним одводњавање мочвара и других водних површина, облагање канала и одвода бетоном, и уклањање вегетације са водних површина може да буде ефикасан начин у сузбијању водених пужева. Садњом дрвећа ствара се још један начин за исушивање мочваре и других водених станишта пужева.

#### Биолошка контрола
Биолошка контрола је једна од метода за контролу комарца и други вектора која се заснива на увођењу паразита, предатора и других живих организама у процесу заштите. Ларвиворус риба и копеподи (мали ракови) су ефикасни у контроли ларви комарца.
Редовно праћење виталности и стално обнављање ових организми је важно за одрживу контролу вектора. У биолошкој контроли треба користити само специјалне, аутохтоне врсте, јер егзотичне врсте могу „побећи“ у природна станишта и бити претња аутохтоној фауни.
У многим земљама, мале украсне рибе уведене су у резервоаре за складиштење воде у којима се хране ларвама.
Азола је водена биљка која расте на површина воде, и на тај начин отежава ларвама комараца да ступе у контакт са површином воде и дишу. Ова метода успешно се користи за контролу маларије коју преносе комарци на пољима пиринча у Танзанији.

#### Генетичка контрола
Генетичка стратегија за контролу векторских болести има за циљ да се сузбије циљне популације, или да се она редукује. Неколико методе су у развоју и прва истраживања на терену показују обећавајући напредак. Примери укључују генетски инжењеринг комарца или њихово заражавање Wolbachia бактерије, тако да они не могу да се репродукују. Друге студије су успеле да модификацију комарце тако да они више не могу да преносе денга паразите.

#### Модификација кућа и насеља
Модификација куча и насеља као облик управљаљњ животном средином у циљу превенције и контроле заражавања векторским болестима требало би да обухвати:
- Модификацију људских насеља која би требало да се налазе далеко од станишта вектора заразних болести.
- Модификацију објекта која би требало да обухвати опремање вратима и прозорима са заштитним мрежама против инсеката.
- Модификацију зидови и бетонских подова како би они били  у добром стању, без пукотине и других оштећења која могу бити улазна врата или станишта за улаз и размножавање векторе, нарочито бува.
- Уградњу клима уређаја, који ефикасно штите од комарца.[22]